# The Last Dinner Party
The Last Dinner Party är ett brittiskt indie-rockband bildat i London, 2021. De var förband till The Rolling Stones innan de hade släppt någon låt eller ens var signade till något bolag. Efter att deras kritikerhyllade debutalbum släpptes har de medverkat i både Jools Holland och Graham Norton samt varit förband till Hozier på dennes turné 2023.

## Biografi
The Last Dinner Party består av Abigail Morris, Lizzie Mayland, Emily Roberts, Georgia Davies och Aurora Nishevci och startade efter att Morris, Mayland och Davies träffades i London 2020. Inspirerade av banden de sett på ett ställe kallat The Windmill tog de in sina bekanta Roberts och Nishevci och kallade de sig för The Dinner Party. Bandet har ingen bestående trummis, men Rebekah Rayner har blivit en slags permanent livetrummis.
Efter att de varit förband till The Rolling Stones i Hyde Park och blivit signade till Island Records bestämde de sig för att byta namn till The Last Dinner Party för att undvika att bli ihopblandade med superjazzgruppen Dinner Party.
Den 19 april 2023, släppte gruppen sin första singel Nothing Matters som blev en top 20 hit i England och ledde till att de gjorde en Europaturné tillsammans med Hozier och uppträdde på Later... with Jools Holland och The Graham Norton Show.
Den 2 februari 2024 släpptes debutalbumet Prelude to Ecstasy som blev hyllat av kritiker och gjorde att bandet utnämndes till årets största stjärnskott av brittiska BBC.

## Medlemmar
- Abigail Morris – sång
- Lizzie Mayland – sång, gitarr
- Emily Roberts – gitarr, mandolin och flöjt
- Georgia Davies – bass
- Aurora Nishevci – keyboard och sång
- Rebekah Rayner – live trummor (ej medlem i bandet)

## Diskografi

### Album
- 2024 – Prelude to Ecstacy

### Singlar
- 2023 – Nothing Matters
- 2023 – Sinner
- 2023 – My Lady of Mercy
- 2023 – On Your Side
- 2024 – Caesar on a TV Screen